# 發焰筒
發焰筒（英語：flare），屬於一種花火，可以在沒有爆炸的情況下提供光與熱。發焰筒被民間與軍隊應用於作為信號、照明或防禦對策來使用。發焰筒可作為地面花火、投射花火，或加上降落傘發射後可緩慢落下，以提供一段時間的大面積照明。

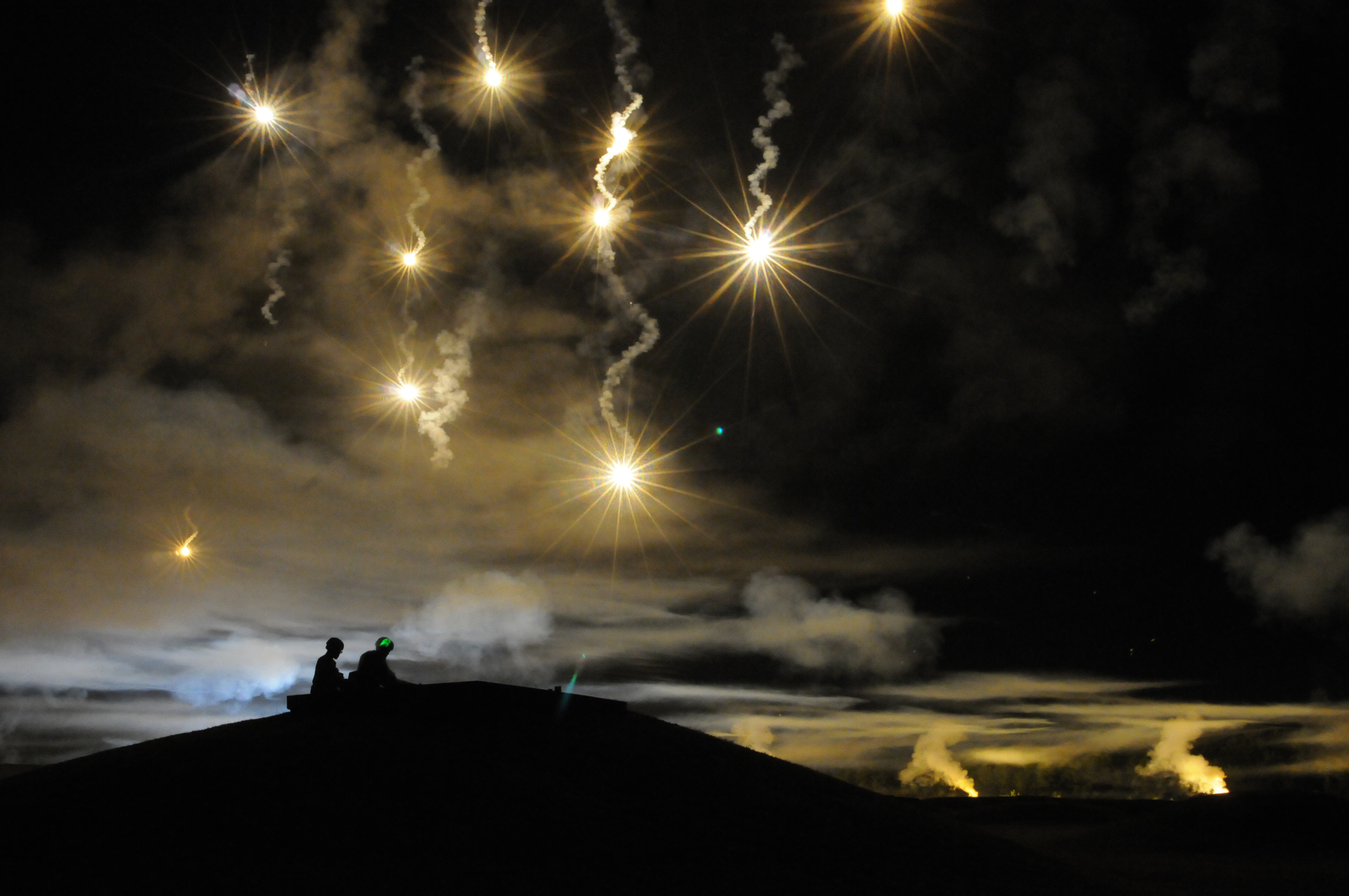
軍事訓練演習中使用發焰筒照明。

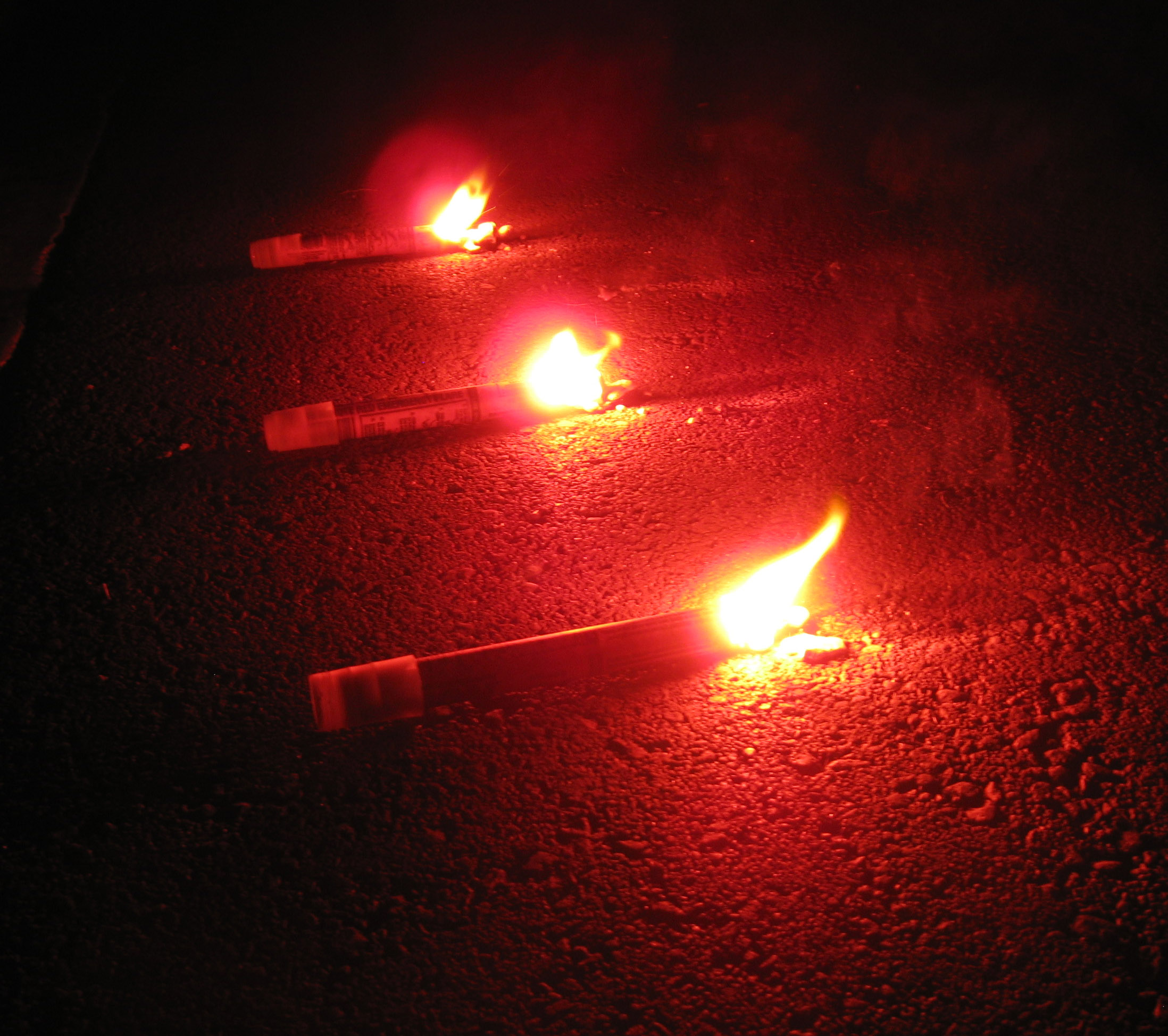
路上的發焰筒正在燃燒。